# 보링 조약

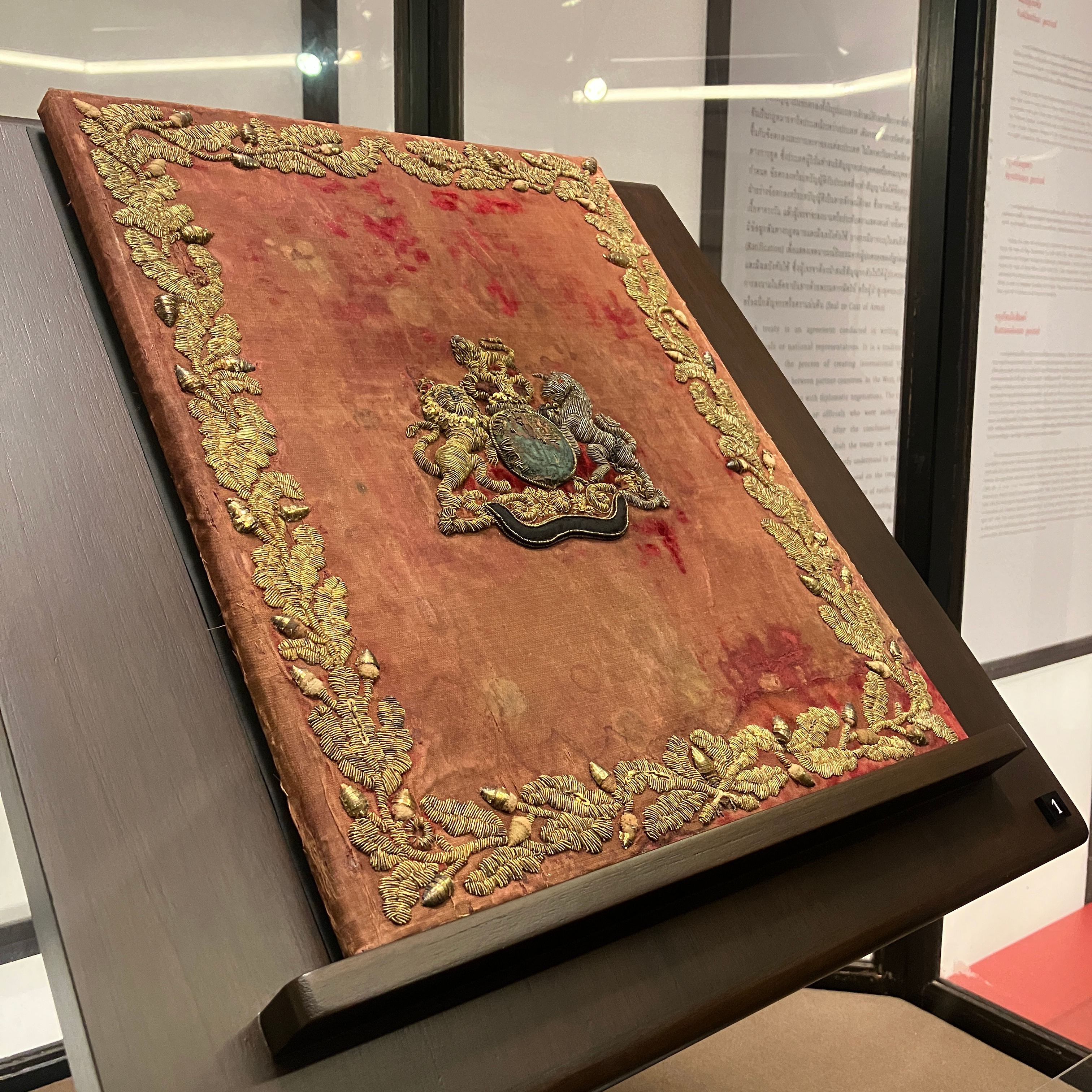

보링 조약(Bowring Treaty)은 1855년 4월 18일 영국과 태국 간에 맺어진 조약으로 그 결과로 태국에서 외국인 통상이 자유화됐다. 당시 홍콩의 총독이었던 영국 대표 존 보링과 라마 4세의 이복형제를 포함한 태국 측 대표 5명 사이에 맺어진 조약이다. 1826년 버니 조약이 맺어졌으나 해당 조약을 맺는 과정에서 상업에 대한 이견을 해결하지 못했고 그 결과 보링 조약이 맺어지게 됐다. 보링 조약은 태국에 불리한 불평등 조약으로서, 이전에 태국 정부가 금지한 아편 무역은 보링 조약을 통해 합법화됐다.

## 내용
조약 내용을 요약하면 다음과 같다.
1. 영국인에 대한 치외법권 인정
2. 태국의 항구를 영국 측에 개항, 영국인의 방콕 거주 인정, 영국인의 태국 통행을 인정
3. 영국으로부터의 수입품 중 관세율 3%가 적용되는 2가지 종류(금괴와 아편 생산자로부터 수입하는 아편)를 제외한 모든 물품에 대해 무관세 시행. 수출품은 내국세, 통행세, 관세 중 한 가지만 부과 가능
4. 영국 상인의 태국인과의 직접적인 상거래를 인정
5. 태국 내에서 소금, 쌀, 수산물이 부족한 것으로 보일 때 수출을 금지하는 태국 정부의 권리를 인정